# Jerzy Struszkiewicz
Jerzy Struszkiewicz (ur. 16 sierpnia 1883 w Tymowej, zm. 27 marca 1948 w Krakowie) – polski architekt, profesor Wydziałów Politechnicznych przy Akademii Górniczej, prezes Stowarzyszenia Architektów Rzeczypospolitej Polskiej. Wiceprezes ZO SARP (1935-36). Prezes ZO SARP (1938, 1945).

## Życiorys
Był synem Ludomiła urzędnika zakładu ubezpieczeń Florianka. Uczył się w Theresianum w Wiedniu. Następnie we Lwowie w latach 1903–1908. W lutym 1909 został przyjęty do rządowej służby budowlanej i przydzielony do starostwa w Krakowie. W latach 1909–1911 dzięki rządowemu stypendium uzupełniał wiedzę z zakresu instalacji sanitarnych i budownictwa szpitalnego w Karlsruhe, Paryżu i Dreźnie. Od lutego 1914 pracował w Państwowej Wyższej Szkole Przemysłowej w Krakowie. W chwili wybuchu I wojny zmobilizowany jako oficer służył w Armii Austro-Węgier w dziale technicznym prowadząc budowę dróg, mostów, tuneli i fortyfikacji. Od 28 listopada 1918 do 1 listopada 1919 pracował w Wojsku Polskim, od listopada 1919 r. do czerwca 1920 pracował w Biurze Odbudowy Kraju jako zastępca Szefa Oddziału w Krakowie. Od 1930 r. był członkiem Miejskiej Rady Sztuki w Krakowie. W 1920 rozpoczął budowę największej i wówczas najnowocześniejszej Kliniki Ginekologii UJ. W latach 1923–1930 wykładał jako docent w krakowskiej ASP ucząc zasad projektowania i prowadzenia budowy. Od 1938 członek Klubu Rotary w Krakowie. Był jednym z pierwszych wykładowców (obok m.in. Adolfa Szyszko-Bohusza) Wydziału Architektury Politechniki Krakowskiej po II wojnie światowej (inauguracja 31 maja 1945). Stworzył i wyposażył z własnych środków w bibliotekę Katedrę Zasad Planowania PK.
Pochowany na Cmentarzu Rakowickim w Krakowie.

## Realizacje w Krakowie
- budynek Kliniki Urologicznej przy ulicy Grzegórzeckiej 18,
- budynek Gimnazjum przy ul. Krzemionki 11, 1913–1918 (obecnie IV Liceum Ogólnokształcące im. Tadeusza Kościuszki w Krakowie),
- willa przy ul. Sienkiewicza 27, 1923-1924 (obecnie hotel Grottger)[4]

wraz z Maksymilianem Burstinem:
- Dom Studentów Medycyny przy ul. Grzegórzeckiej 20,
- gmach Towarzystwa Ubezpieczeniowego „Feniks” przy ul. Basztowej 15,
- Instytut Pielęgniarstwa i Położnictwa UJ, ul. Kopernika, 1925[5]

## Poza Krakowem
- Kościół Świętego Michała Archanioła w Łazach
- kościół św. Bartłomieja w Opocznie[6]

## Projekty

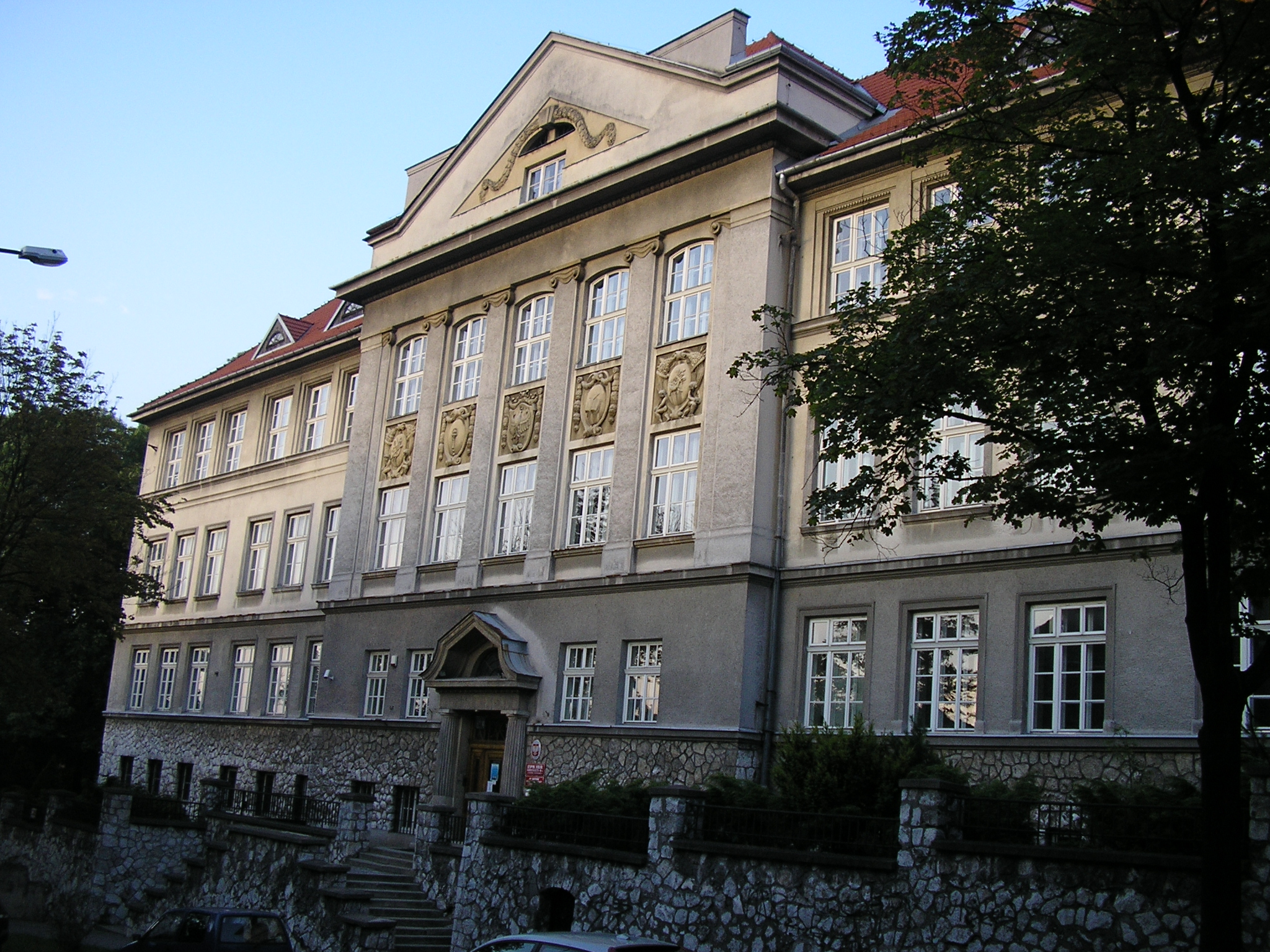
Budynek gimnazjum (1913) Kraków ul. Krzemionki 11
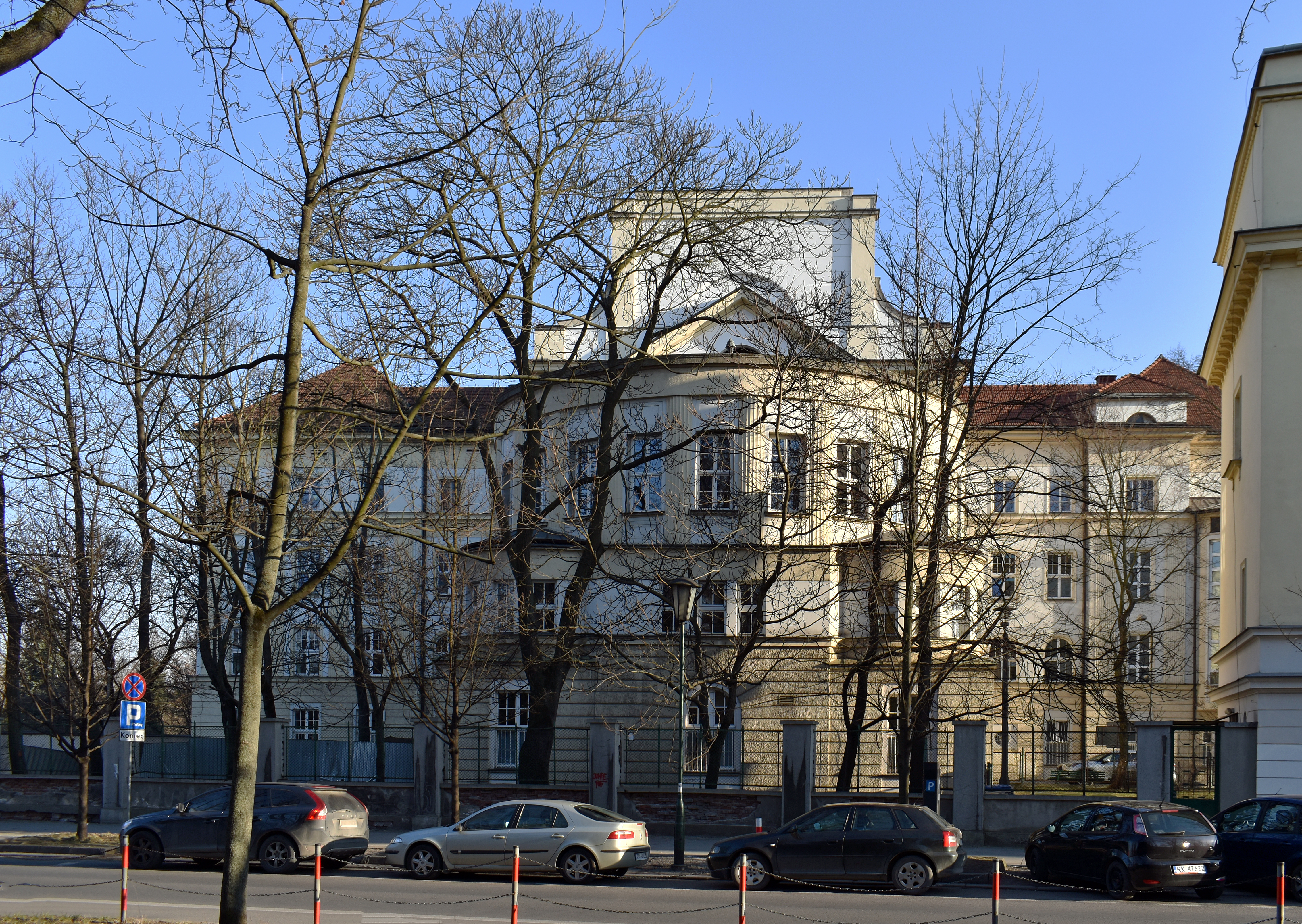
Szpital Uniwersytecki Klinika Ginekologii i Położnictwa (z M. Burstinem), (1920) Kraków ul. Kopernika 23
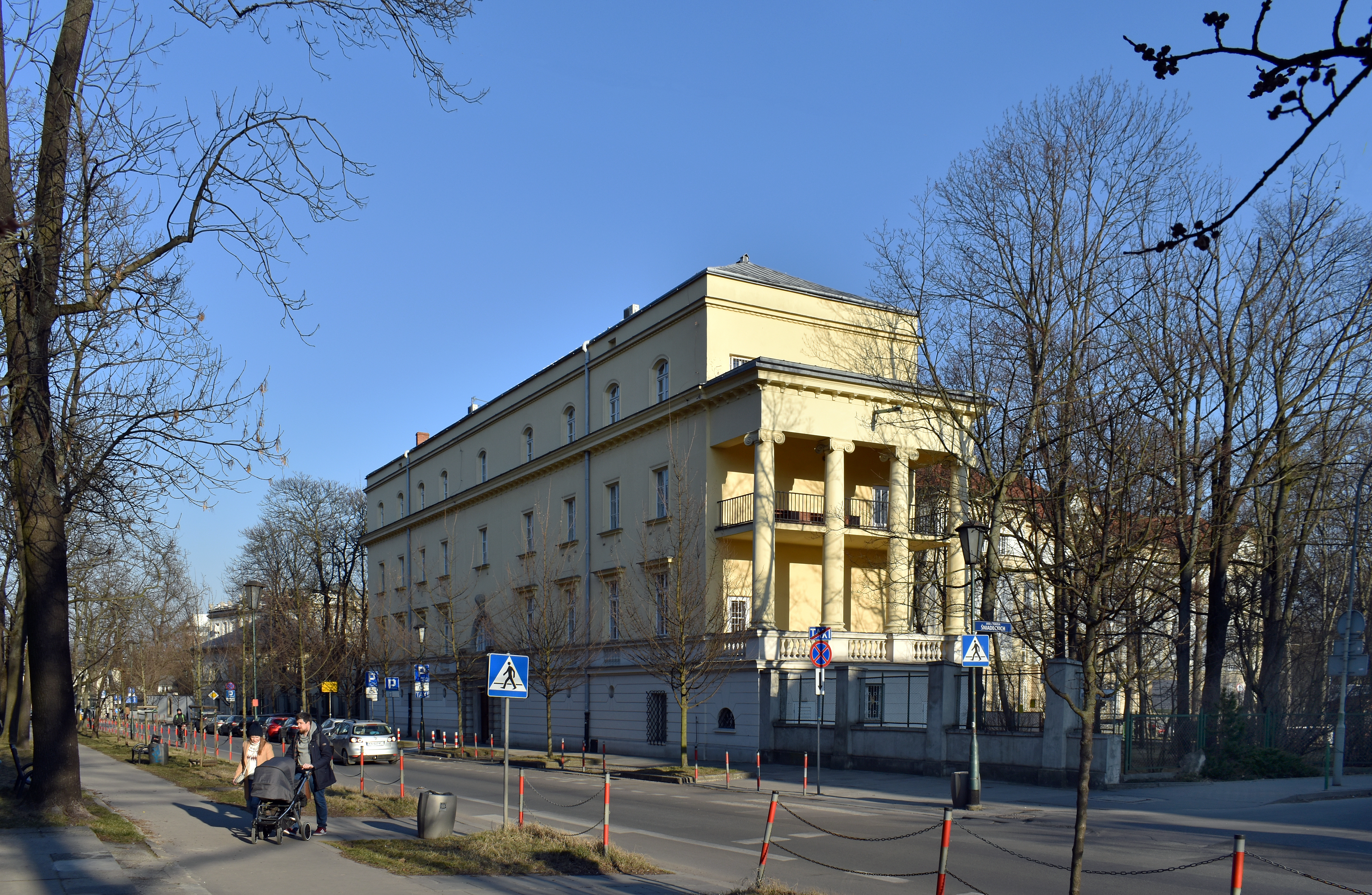
Szpital Uniwersytecki Instytut Pielęgniarstwa i Położnictwa (z M. Burstinem),( 1923) Kraków ul. Kopernika 25
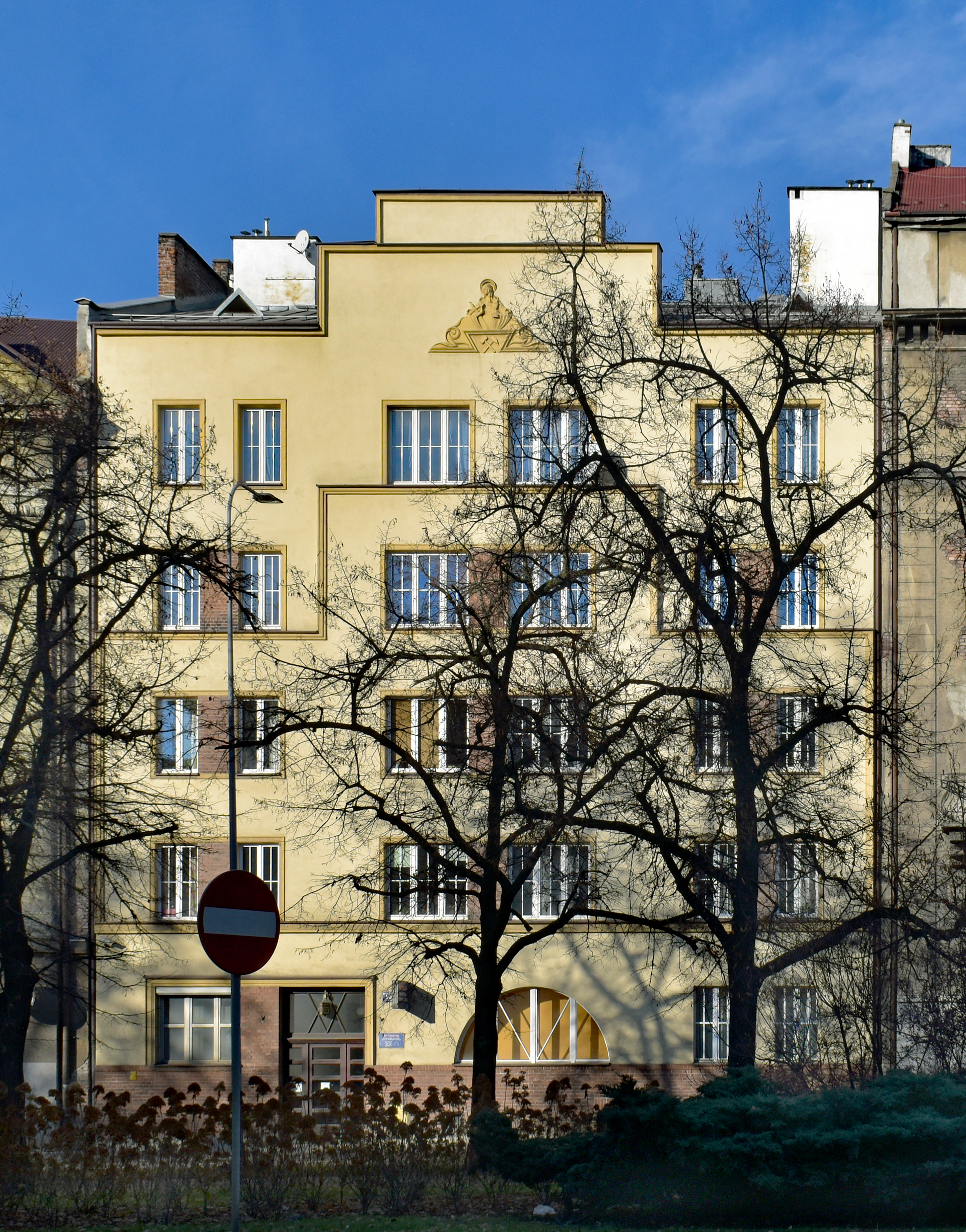
Dom Bractwa Górniczego (1928) Kraków al. Słowackiego 50
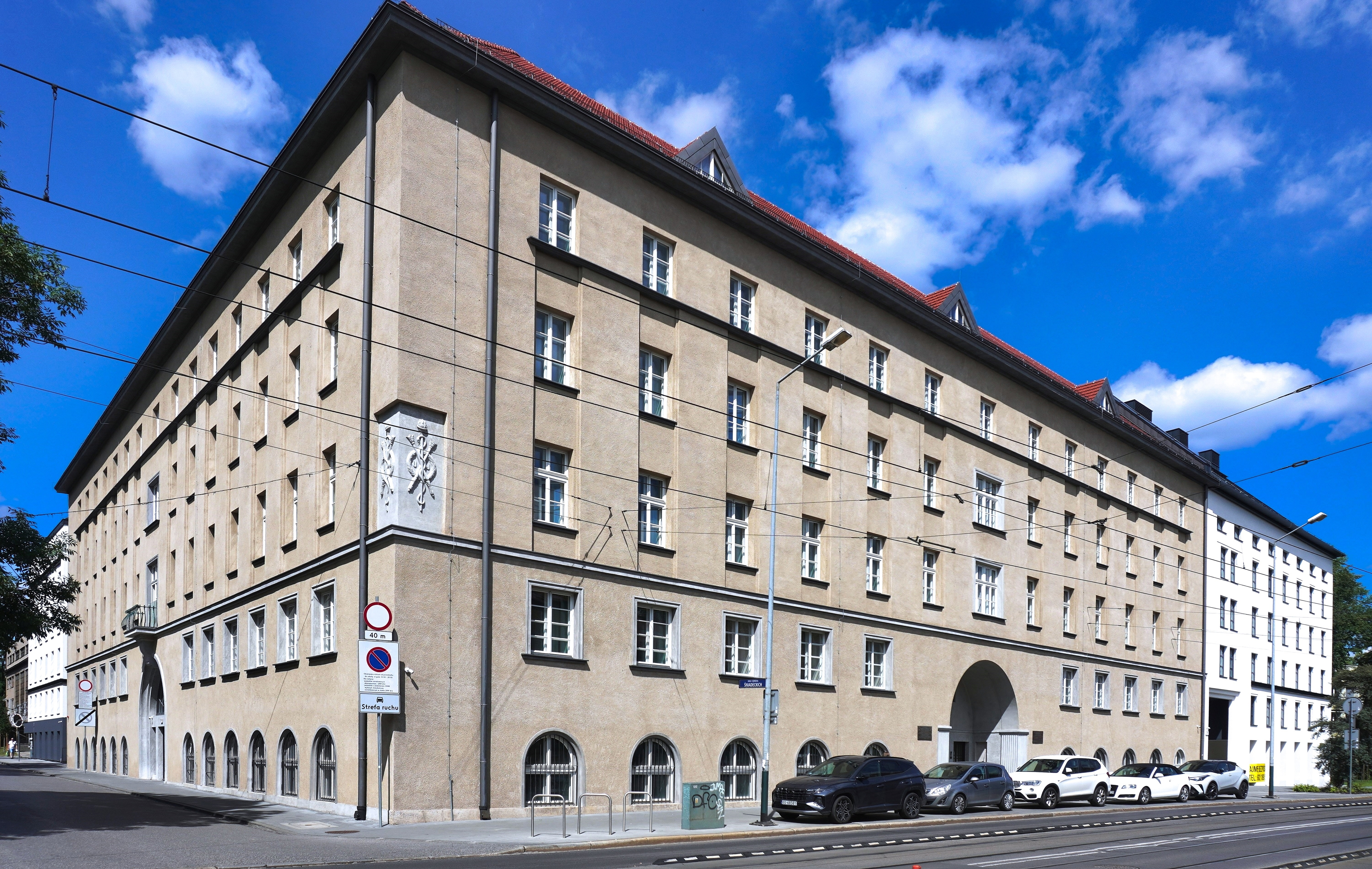
Dom Medyków, obecnie akademik Den Living (1930, wspólnie z Maksymilianem Burstinem), Kraków, ul. Grzegórzecka 20
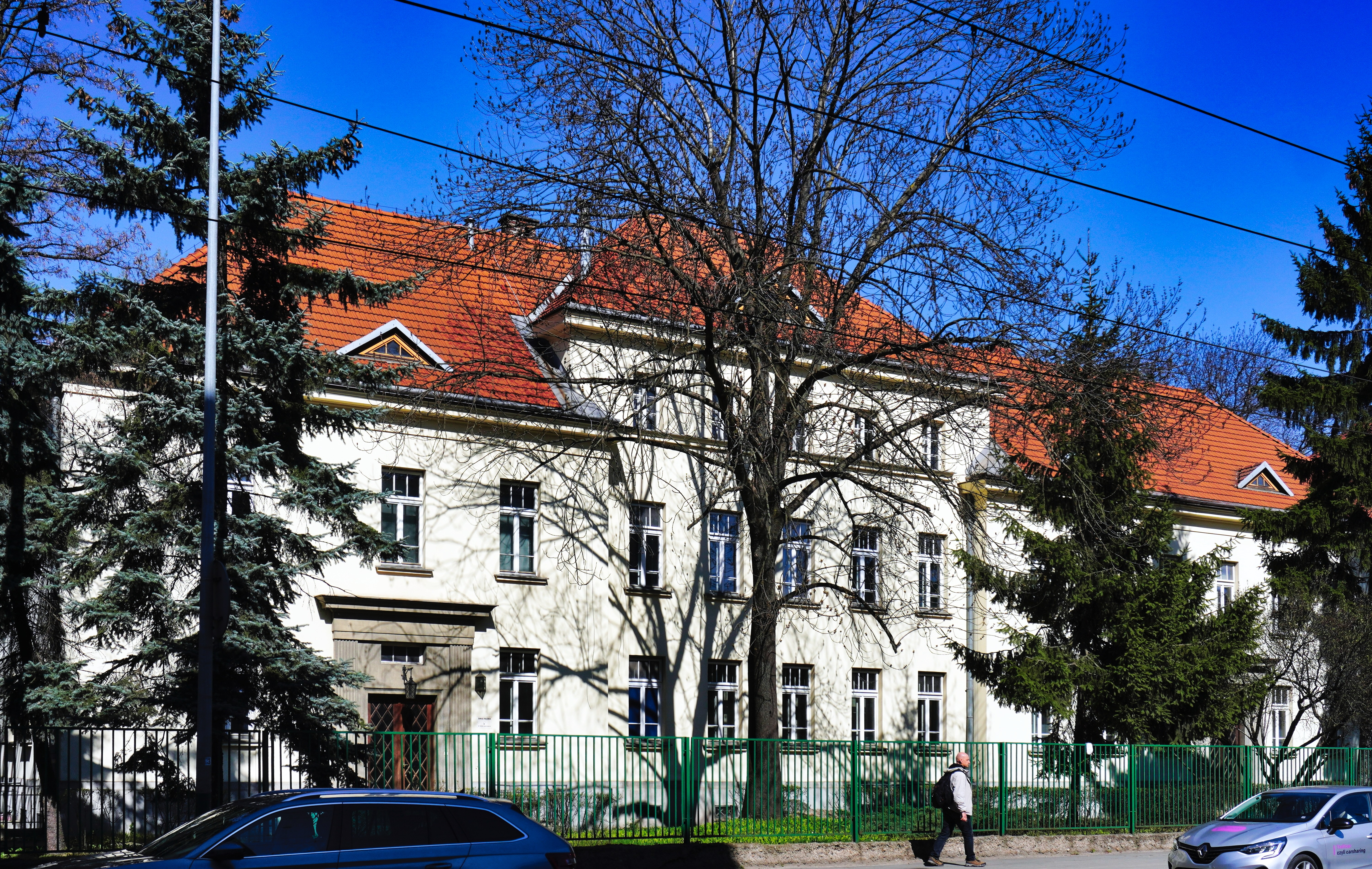
dawna Klinika Urologiczna UJ
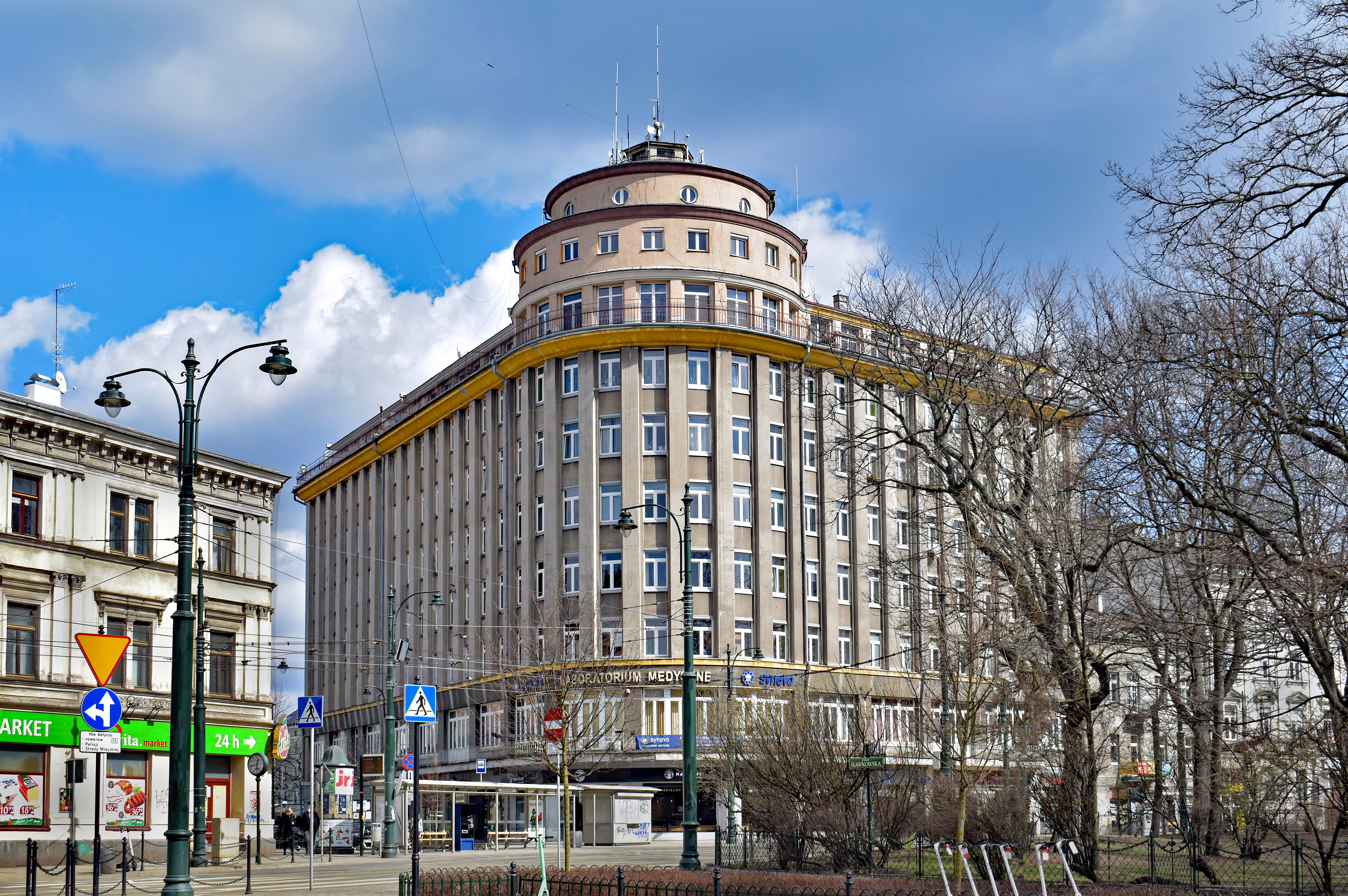
Budynek Feniksa (z L. Bauerem i M. Burstinem), (1931) Kraków ul. Basztowa 15